# Marco Zeno
kawaler Marco Zeno (ur. 1732) – wenecki dyplomata.
Jego ojcem był Alessandro Zeno, wenecki patrycjusz. 1 czerwca 1776 roku przybył do Paryża w charakterze ambasadora Republiki Weneckiej, by zastąpić Giovanniego Alvise Mocenigo. Zeno znany był z wielkiej słabości do hazardu. Przybył z placówki w Hiszpanii, gdzie hazard był dozwolony do Francji, gdzie zabroniono go właśnie pod wpływem książki niejakiego du Saulx i kilku ministrów. Zeno urządzał bardzo wystawne przyjęcia. W 1780 roku na stanowisku ambasadora zastąpił go Daniele Dolfin.